# Вітторіо Яно
Вітто́ріо Я́но (італ. Vittorio Jano, уроджений угор. János Viktor; 24 квітня 1891, Сан-Джорджо-Канавезе, П'ємонт, Королівство Італія — 13 березня 1965, Турин, Італія) — італійський автомобільний конструктор угорського походження.

## Біографія

### Походження і молоді роки
Вітторіо Яно (Джано), народився в Сан-Джорджо-Канавезе у П'ємонті поблизу Турина, в сім'ї угорських іммігрантів, що приїхали до Італії за декілька років до його народження.
Вітторіо у 18 років розпочав свою кар'єру в автомобільній галузі у компанії «Società Torinese Automobili Rapid», що починала займатись виробництвом вантажних автомобілів і власником якої був Д. Б. Чейрано.
У 1911 році він перейшов до компанії Fiat, де у 1921 році стає керівником інженерної групи. У цей же період він знайомиться з тест-пілотом команди «Alfa Romeo» Луїджі Бацці. Згодом, саме на пропозицію Луїджі Бацці Вітторіо Яно переходить до компанії Alfa Romeo, замінивши там у 1923 році Джузеппе Мерозі на посаді головного інженера.

### Новий двигун

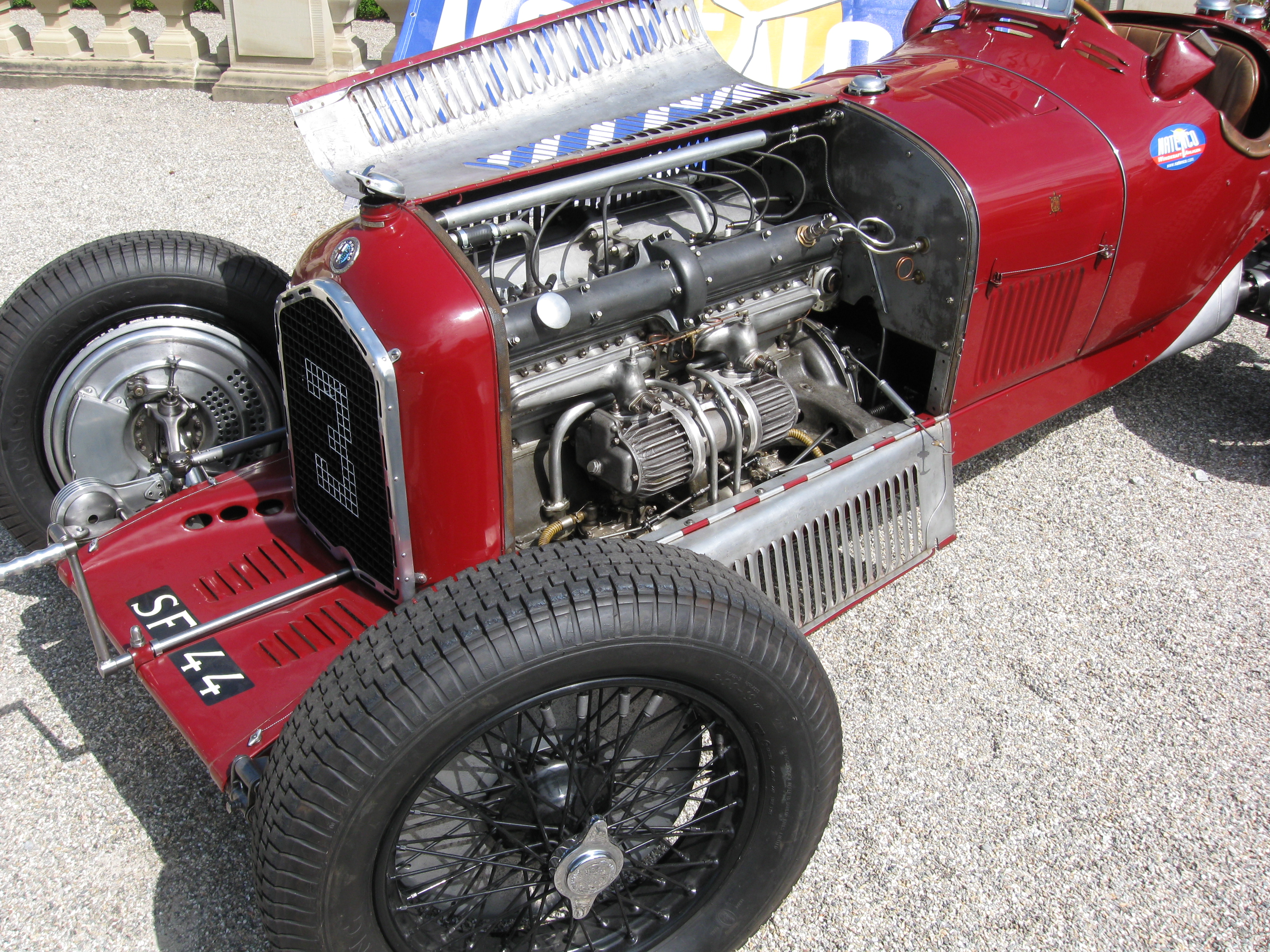
Моторний відсік Alfa Romeo P3 з двигуном конструкції Вітторіо Яно

В Alfa Romeo його першим проєкт став 8-циліндровий (L8) двигун для спортивного автомобіля «Alfa Romeo P2», що призначався для участі в серії Гран-прі та з яким команда Alfa Romeo у 1925 році виграла свій перший чемпіонат світу за результатами серії Гран-прі. На базі моделі P2 для серійних моделей Alfa Romeo Яно розробив серію малих і середніх 4-, 6-, 8-циліндрових однорядних двигунів, що стали віддзеркаленням тогочасної інженерної думки фахівців Alfa Romeo з питань автомобільних двигунів. Ці двигуни мали досить просту конструкцію з центрально розташованими свічками запалювання й оснащувались напівсферичними головками типу «Hemi», з двома рядами клапанів на циліндр й подвійним газорозподільним механізмом (DOHC). У 1936 році Вітторіо Яно спроєктував Alfa Romeo 12C з V12 двигуном. Ця модель не мала успіху і стала причиною звільнення конструктора з Alfa Romeo в кінці 1937 року.

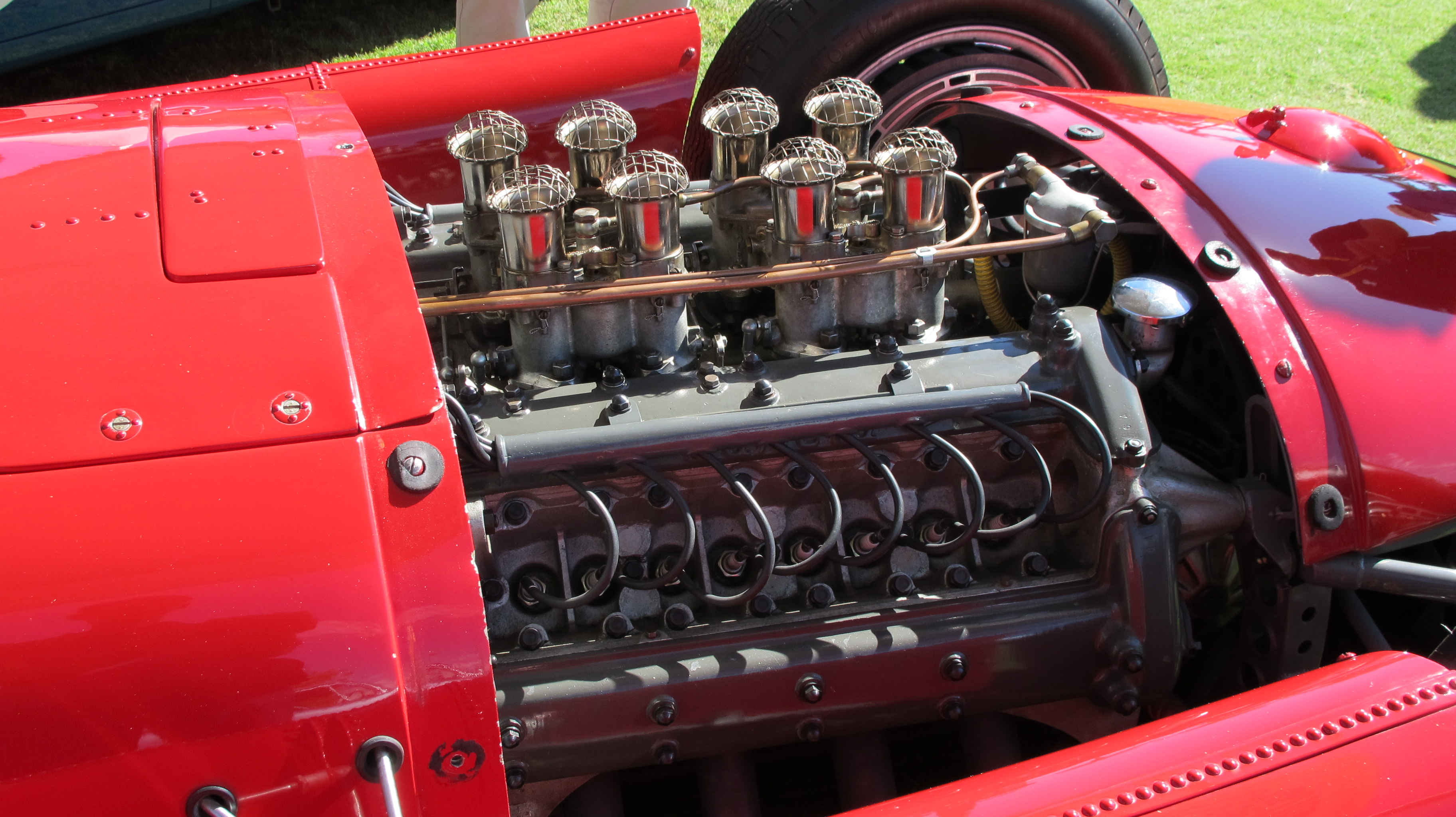
Яно розробив V8-двигун для автомобіля Lancia-Ferrari D50 Grand Prix

В цей період Вітторіо Яно починає співпрацю з інженером Стефано Сомацці в розробці паливних систем для гоночних моторів. Стефано Сомацці працював інженером в генуезькому відділенні компанії «Shell Italiana». Їхня співпраця принесла свої плоди, коли вони знайшли пропорцію суміші палива і спирту, що дозволило знизити робочу температуру силового агрегату і розв'язати проблему з випередженням запалювання.
Відомим фактом також є співпраця Яно з Фердинандом Порше. Італієць брав участь в розробці авіаційних двигунів, і також двигунів для вантажівок і автобусів.

### Перемога на очах у Гітлера
Наступним шедевром конструктора була модель Alfa Romeo P3 Monoposto — одномісний перегоновий автомобіль. Двигун «Monoposto» мав вигляд двох чотирициліндрових блоків, на кожен з яких був встановлений свій нагнітач. Основною перевагою двигуна був високий крутний момент, що передавався на задні колеса через подвійний карданний вал. Також автомобіль мав інноваційну на той час підвіску і відносно невелику масу — лише 737 кг.
Alfa Romeo P3 Monoposto, за кермом яких були Таціо Нуволарі і Рудольф Караччіола, здобули перемоги у п'яти великих турнірах 1932 року. Саме на цьому «Monoposto» Нуволарі переміг лідерів гонки — німецькі команди «Mercedes» і «Auto Union» на Гран-прі Німеччини на Нюрбургринзі у 1935 році на очах у самого Адольфа Гітлера. Ця перемога вважається найбільшою перемогою Нуволарі усіх часів.

### Робота у компаніях Lancia та Ferrari

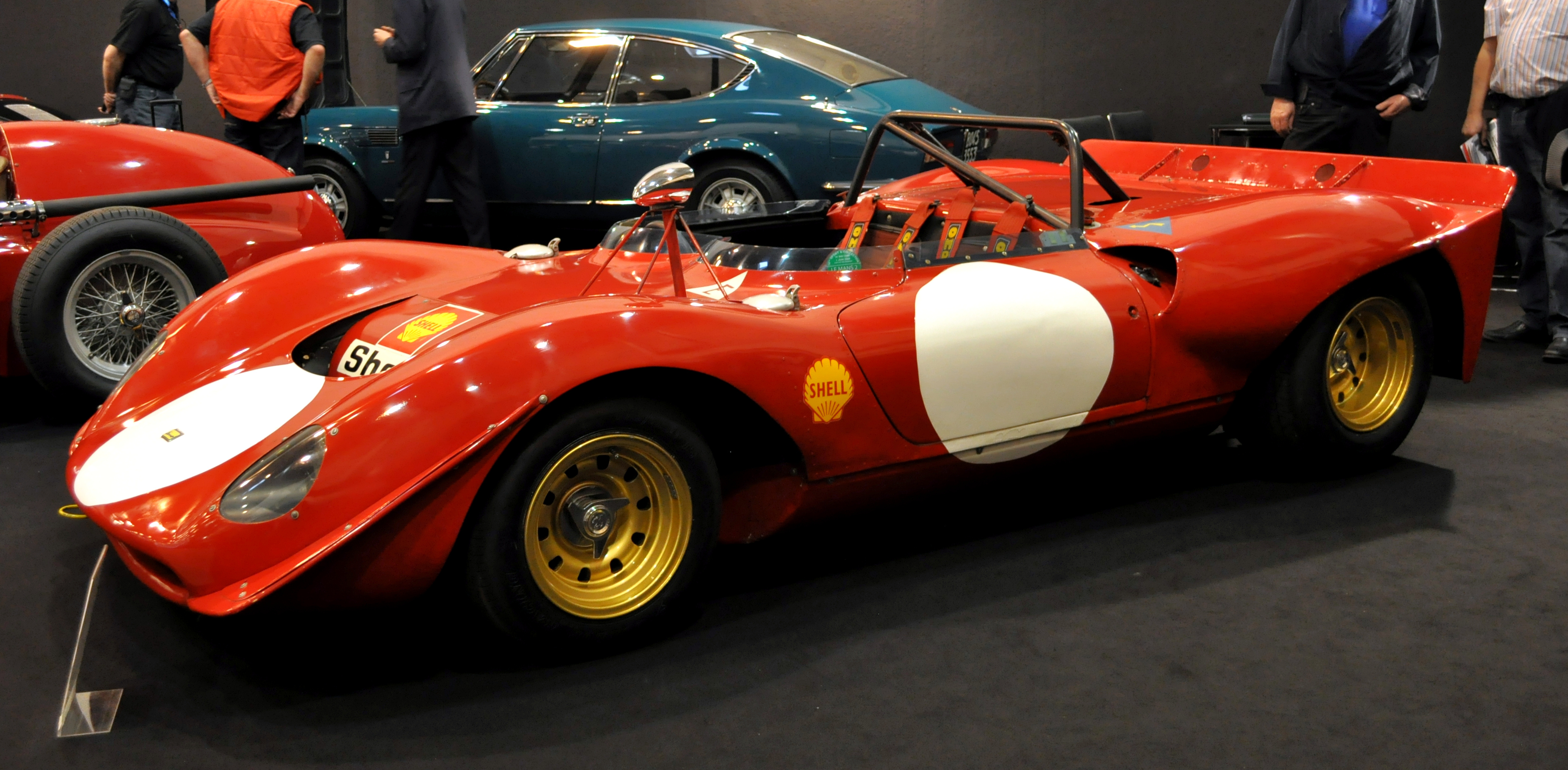
Ferrari Dino 206S з двигуном V6 конструкції Вітторіо Яно

У 1937 році, Яно перейшов у компанію Lancia. Серед його розробок там була спроба створити автомобіль для серії Гран-прі. Автомобіль Lancia D50 було представлено у 1954 році, але у 1955-му невдача Альберто Аскарі та катастрофа на перегонах у Ле-Мані 1955 року, заставили компанію відійти від ідеї участі у перегонах серії Гран-прі.
Компанія Ferrari переманила Яно до себе у тому ж році. Внесок Яно для Ferrari був суттєвим. За підтримки сина Енцо Феррарі Діно, Яно модернізував двигуни V-6 і V-8 застарілих конструкцій «Lampredi» та «Colombo» перед самими перегонами.
Уже після смерті Діно створений ними V6 стане у другій половині 1960-х основним мотором для перших дорожніх Ferrari 206 Dino з центрально розташованим двигуном. Двигуни V6 і V8 надалі були витіснені двигунами з компонуванням V12, чиї нащадки до останнього часу використовувались на автомобілях Ferrari.
Як і Енцо Феррарі, Яно у 1965 році втратив свого єдиного сина. Це стало причиною важкої хвороби, яка привела його до самогубства у тому ж році в Турині.